# 잔니 바티모

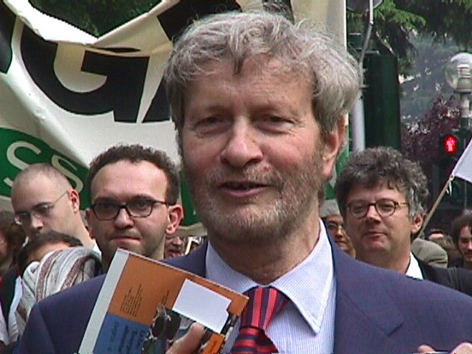
잔니 바티모

잔니 바티모(이탈리아어: Gianni Vattimo, 1936년 1월 4일~2023년 9월 19일) 이탈리아 출신의 철학자, 정치인이다.

## 학력과 경력
그는 이탈리아 토리노에서 태어나, 대학에서 철학을 전공하면서, 미학과 해석학의 관점에서 종교와 사상의 문제들을 정리하였다.
그는 프리드리히 니체와 마르틴 하이데거의 철학을 탈근대적 사고로 연역하면서 '약한 사고'의 이론을 주장하였으며 이를 통하여, 온라인 사회에서 좌익적 이데올로기의 새로운 방안을 제시한다.

## 저서
- 진실에 대한 예술의 주장
- 기독교 이후
- 허무주의와 해방
- 해석학적 공산주의
- 투명한 사회
- 근대성의 종말

## 같이 보기
- 반시온주의
- 탈구축
- 탈마르크스주의
- 허무주의